# Midsommer
Midsommer è un film del 2003 diretto da Carsten Myllerup.

## Trama
Dopo il suicidio di Sofie durante una festa di fine anno scolastico, il fratello Christian decide di passare la vigilia mezza estate con i suoi amici in una baita tra le foreste della Svezia. Ma a prescindere dai bei momenti che trascorre e dal fatto che l'amica Trine abbia cominciato a mostrare interesse per lui, Christian non riesce a scrollarsi di dosso il suicidio della sorella e nel frattempo attorno a lui iniziano a verificarsi strani fenomeni. Christian è convinto che sia lo spirito di Sophie a provocarli e che stia cercando di dirgli qualcosa.